# منطقة بهيلوارا
بهيلوارا رمزها «BW» (بالإنجليزية: Bhilwara)‏ ، هو تقسيم إداري لدولة الهند تتبع ولاية راجاستان (بالإنجليزية: Rajasthan)‏ ، مركزها هو مدينة بهيلوارا (بالإنجليزية: Bhilwara)‏ عدد سكانها حسب تعداد سنة 2001 هو 2,009,516 ، مساحتها 10,455 كم² وكثافة السكان 192 لكل كم² .